# Pyrola norvegica
Pyrola norvegica là một loài thực vật có hoa trong họ Thạch nam. Loài này được Knab. miêu tả khoa học đầu tiên.

## Hình ảnh

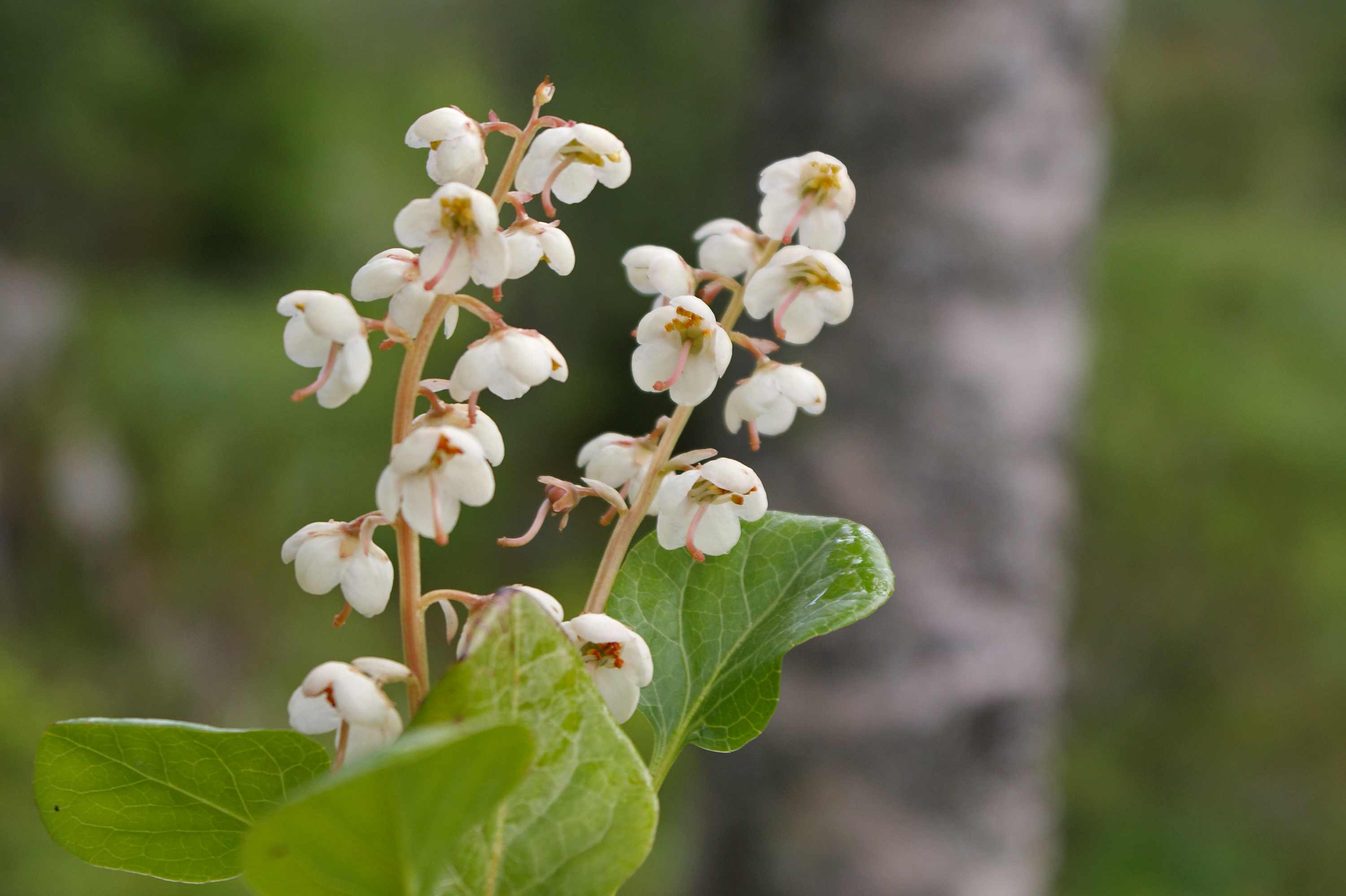